# Michał Ligocki
Michał Ligocki (* 31. Oktober 1985 in Cieszyn) ist ein ehemaliger polnischer Snowboarder. Er startete vorwiegend in den Disziplinen Halfpipe und Big Air und nahm an drei Olympischen Winterspielen sowie fünf Snowboard-Weltmeisterschaften teil.

## Werdegang
Ligocki, der für den CCS Cieszyn und den KS AZS-AWF Katowice startete, trat international erstmals bei den Juniorenweltmeisterschaften 2001 in Nassfeld in Erscheinung. Dort errang er den 35. Platz in der Halfpipe. Sein Debüt im Snowboard-Weltcup gab er im Oktober 2002 in Berlin, wobei er den 51. Platz im Big Air errang. Bei den Juniorenweltmeisterschaften 2003 in Prato Nevoso kam er auf den 66. Platz im Snowboardcross und auf den achten Rang in der Halfpipe. Im März 2003 errang er am Serre Chevalier mit Platz acht in der Halfpipe seine erste Top-zehn-Platzierung im Weltcup. In der Saison 2003/04 belegte er den 22. Platz im Gesamtweltcup und bei den Juniorenweltmeisterschaften 2004 den 54. Platz im Snowboardcross, den 18. Rang im Big Air sowie den neunten Platz in der Halfpipe. Zudem wurde in der Halfpipe und im Big Air jeweils polnischer Meister. In der Saison 2004/05 siegte er erneut bei den polnischen Meisterschaften im Big Air und holte bei der Winter-Universiade 2005 in Innsbruck die Bronzemedaille in der Halfpipe. Beim Saisonhöhepunkt, den Snowboard-Weltmeisterschaften 2005 in Whistler, belegte er den 39. Platz in der Halfpipe und den 25. Rang im Big Air. Bei den folgenden Juniorenweltmeisterschaften 2005 in Zermatt kam er auf den 38. Platz im Big Air und auf den 31. Rang in der Halfpipe. In der folgenden Saison gewann er mit zwei ersten Plätzen sowie einem zweiten Platz die Halfpipe-Wertung des Europacups. Bei seiner ersten Olympiateilnahme im Februar 2006 in Turin errang er den 29. Platz in der Halfpipe und bei den Snowboard-Weltmeisterschaften 2007 in Arosa den 40. Platz in der Halfpipe. Bei der Winter-Universiade 2007 in Bardonecchia gewann er die Goldmedaille in der Halfpipe. 
In der Saison 2008/09 kam Ligocki bei den Snowboard-Weltmeisterschaften 2009 in Gangwon auf den 24. Platz in der Halfpipe und bei der Winter-Universiade 2009 in Harbin auf den 35. Platz im Parallel-Riesenslalom, auf den neunten Rang im Big Air sowie auf den vierten Platz in der Halfpipe. In der folgenden Saison holte er in Chiesa in Valmalenco in der Halfpipe seinen einzigen Weltcupsieg und erreichte zum Saisonende mit dem siebten Platz im Halfpipe-Weltcup sein bestes Gesamtergebnis. Beim Saisonhöhepunkt, den Olympischen Winterspielen 2010 in Vancouver, errang er den 38. Platz in der Halfpipe. Nach Platz 27 bei den Weltmeisterschaften 2011 in La Molina und Rang acht bei der Winter-Universiade 2011 in Erzurum in der Halfpipe in der Saison 2010/11, erreichte er in Bardonecchia mit Platz vier sowie in Arosa mit Rang sechs seine dritte sowie vierte Top-zehn-Platzierung und damit letzte Top-zehn-Platzierung im Weltcup. Er errang damit den 11. Platz im Halfpipe-Weltcup. In der Saison 2011/12 wurde er Dritter in der Halfpipe-Wertung des Europacups. Bei den Snowboard-Weltmeisterschaften 2013 im Stoneham belegte er den 27. Platz und bei den Olympischen Winterspielen 2014 in Sotschi den 27. Rang in der Halfpipe. Seinen 70. und damit letzten Weltcup absolvierte er im Januar 2014 im Stoneham, welchen er auf dem 24. Platz in der Halfpipe beendete.
Sein Bruder Mateusz Ligocki und seine Cousine Paulina Ligocka waren ebenfalls im Snowboard aktiv.

## Teilnahmen an Weltmeisterschaften und Olympischen Winterspielen

### Olympische Winterspiele
- 2006 Turin: 29. Platz Halfpipe
- 2010 Vancouver: 38. Platz Halfpipe
- 2014 Sotschi: 31. Platz Halfpipe

### Snowboard-Weltmeisterschaften
- 2005 Whistler: 25. Platz Big Air, 39. Platz Halfpipe
- 2007 Arosa: 40. Platz Halfpipe
- 2009 Gangwon: 24. Platz Halfpipe
- 2011 La Molina: 27. Platz Halfpipe
- 2013 Stoneham: 27. Platz Halfpipe

## Weltcupsiege und Weltcup-Gesamtplatzierungen

### Weltcupsiege
| Nr. | Datum         | Ort                  | Disziplin |
| --- | ------------- | -------------------- | --------- |
| 1.  | 14. März 2010 | Chiesa in Valmalenco | Halfpipe  |

### Weltcup-Gesamtplatzierungen
| Saison  | Gesamt | Gesamt | Freestyle | Freestyle | Halfpipe | Halfpipe | Big Air | Big Air |
| Saison  | Punkte | Platz  | Punkte    | Platz     | Punkte   | Platz    | Punkte  | Platz   |
| ------- | ------ | ------ | --------- | --------- | -------- | -------- | ------- | ------- |
| 2002/03 | -      | -      | -         | -         | 544      | 35.      | 36      | 95.     |
| 2003/04 | 20     | 22.    | -         | -         | 130      | 73.      | 156     | 60.     |
| 2004/05 | -      | -      | -         | -         | 154      | 54.      | 100     | 55.     |
| 2005/06 | 298    | 181.   | -         | -         | 298      | 62.      | -       | -       |
| 2006/07 | 554    | 105.   | -         | -         | 554      | 36.      | -       | -       |
| 2007/08 | 522    | 139.   | -         | -         | 522      | 40.      | -       | -       |
| 2008/09 | 476    | 141.   | -         | -         | 476      | 42.      | -       | -       |
| 2009/10 | 1399   | 44.    | -         | -         | 1399     | 7.       | -       | -       |
| 2010/11 | -      | -      | 1000      | 26.       | 900      | 11.      | 100     | 80.     |
| 2011/12 | -      | -      | 60        | 117.      | 60       | 62.      | -       | -       |
| 2012/13 | -      | -      | 292       | 70        | 292      | 39.      | -       | -       |
| 2013/14 | -      | -      | 127       | 107.      | 127      | 54.      | -       | -       |